# Judy Campbell
Pour les articles homonymes, voir Campbell.
Judy Campbell, née Judy Gamble à Grantham (Angleterre) le 31 mai 1916 et morte à Londres le 6 juin 2004, est une actrice et chanteuse britannique.

## Biographie
Née à Grantham (Lincolnshire) le 31 mai 1916, elle est la fille de John Arthur Gamble et de Mary Fulton. Son père est l'auteur de plusieurs pièces de théâtre sous le nom de J.A. Campbell. Elle est élevée au St Michael's Convent à East Grinstead (Sussex). 
À Grantham, sa famille est voisine de la famille de Margaret Roberts, connue plus tard sous le nom de Margaret Thatcher.
Elle est la muse de l'auteur Noël Coward, comme dans Heureux Mortels, adaptée au cinéma en 1944. Elle a prêté sa voix à plusieurs personnages de comédie musicale, comme dans Lady Behave en 1941.  
Elle épouse le commandant de la Royal Navy David Birkin (1913-1991) en 1943. Elle est la mère de l'actrice, chanteuse et réalisatrice Jane Birkin et du réalisateur et scénariste Andrew Birkin, la grand-mère des acteurs David Birkin et Ned Birkin, des actrices Lou Doillon et Charlotte Gainsbourg, de la photographe Kate Barry, et du poète et musicien Anno Birkin.

## Filmographie

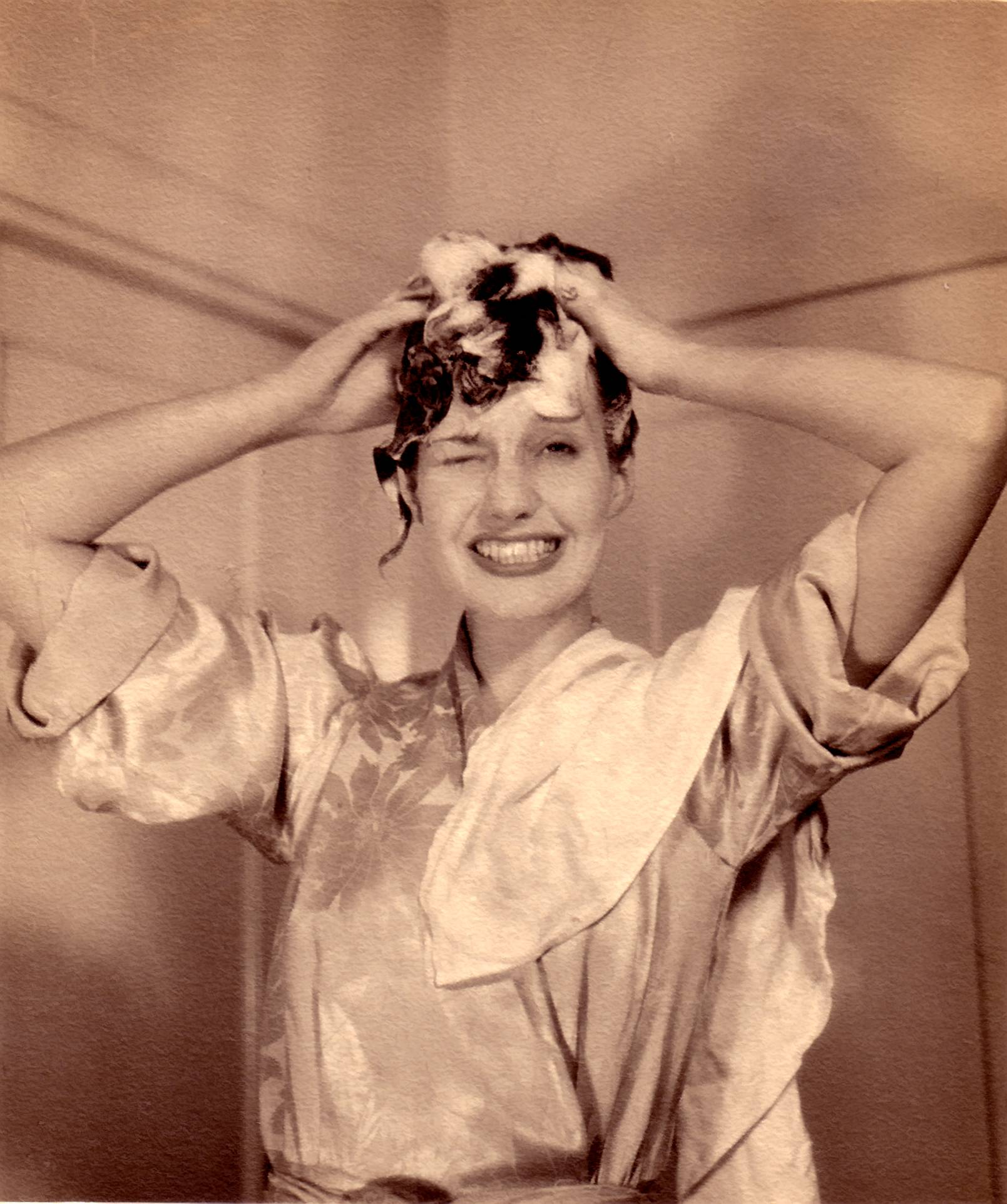
Judy Campbell en 1945.

### Cinéma
- 1940 : Now You're Talking (court-métrage) de John Paddy Carstairs : Doris
- 1940 : Convoy de Pen Tennyson : Lucy Armitage
- 1940 : Saloon Bar de Walter Forde : Doris
- 1941 : East of Picadilly de Harold Huth : Penny Sutton
- 1942 : Breach of Promise de Harold Huth : Pamela Lawrence
- 1944 : The World Owes Me A Living de Vernon Sewell : Moira Barrett
- 1946 : La Couleur qui tue (Green for danger) de Sidney Gilliat : Sœur Bates
- 1948 : La Grande Révolte (Bonnie prince charlie) d'Anthony Kimmins : Clementina Walkinshaw
- 1954 : Calling Scotland Yard: The Sable Scarf (court-métrage) de Paul Dickson : Mara
- 1970 : Une fille dans ma soupe (There's a girl in my soup) de Roy Boulting : Lady Heather
- 1971 : Mr Forbush and the pinguins d'Arne Sucksdorff : Mme Forbush
- 1988 : Kung-fu master d'Agnès Varda : La mère
- 1989 : Future Force de David A. Prior : Un officier de police

### Télévision
- 1946 : Dangerous Corner (Téléfilm) : Olwen Peel
- 1948 : Emma (Téléfilm) : Emma Woodhouse
- 1979-1982 : Crown Court (série télévisée) : juge Crawford
- 1982-1983 : Nanny (série télévisée) : duchesse de Broughton
- 1985 : Anna Karénine (téléfilm) : comtesse Vronsky
- 1985 : Time for Murder (série télévisée) : Hermione Tutting
- 1987 : Inspecteur Morse (Inspector Morse) (série télévisée) : Mme Rawlinson
- 1991 : Bergerac (série télévisée) : Constance Battiston
- 1991 : Titmuss Regained (série télévisée) : Dame Felicity Capulet
- 1992 : The Life and Works (Téléfilm) : Dorothea Fielding
- 1992 : Escapade à Paris (Liebesreise) (Téléfilm) : la touriste anglaise
- 1992 : Witchcraft (série télévisée) : Juliet
- 1994 : The House of Eliott (série télévisée) : Lady Maude Westlake
- 1994 : Downwardly Mobile (série télévisée) : Tante Lyudmila
- 1995 : The Upper Hand (série télévisée) : Granny
- 1996 : Casualty (série télévisée) : Alice Polston
- 1998 : The Cater Street Hangman (Téléfilm) : Grand-mère
- 2000 : The Bill (série télévisée) : Thelma Cullun
- 2002 : La Dynastie des Forsyte (The Forsyte Saga) (série télévisée) : Tante Ann